# Timide et sans complexe
 (février 2023).
Si vous disposez d'ouvrages ou d'articles de référence ou si vous connaissez des sites web de qualité traitant du thème abordé ici, merci de compléter l'article en donnant les références utiles à sa vérifiabilité et en les liant à la section « Notes et références ».
Timide et sans complexe (Tenspeed and Brown Shoe) est une série télévisée américaine en 14 épisodes de 47 minutes (une seule saison) créée par Stephen J. Cannell diffusée du 27 janvier au 27 juin 1980 sur le réseau ABC.
En France, la série a été diffusée à partir du 22 mars 1981 dans le cadre de l'émission Dimanche Martin sur Antenne 2, mais aussi au long des années 1980 sur Télé Monte-Carlo, et rediffusée à partir du 7 septembre 2008 sur CinéCinéma Star.

## Synopsis
Deux hommes que tout oppose, Lionel « Brown Shoe » Whitney, agent de change, ceinture noire de karaté, inconditionnel de Mark Savage, héros de la littérature policière, et E. L. « Tenspeed » Turner, arnaqueur professionnel, roi du déguisement, ouvrent une agence de détectives privés. S'ensuivent une série d'enquêtes loufoques pleines de références au roman noir.

## Distribution
- Jeff Goldblum (VF : Pierre Arditi) : Lionel Whitney
- Ben Vereen (VF : Med Hondo) : Eddie Leopard Turner
- Robert Webber (VF : Dominique Paturel) : Herman LaCross
- Jayne Meadows : Ruth LaCross
- Richard Romanus (VF : Claude Giraud puis Pierre Hatet) : Tommy Tedesco
- Robyn Douglass (VF : Michèle Bardollet) : Martha Gribb
- Simone Griffeth (VF : Catherine Lafond) : Bunny LaCross
- Larry Manetti : Chip Vincent
- A.C. Weary : Fred Platt
- John Harkins (VF : Philippe Dumat) : Le colonel Kurt Beuler
- Peter Brocco (VF : René Bériard) : Dr. Erhart Brandt
- Elayne Heilveil : Susan Lardner
- John Pleshette (VF : Joël Martineau) : Bill Kingman
- Leo Gordon : Joe
- Shirley Jo Finney : Susan
- Eugene Peterson (VF : Michel Gudin) : Chase
- Janice Heiden (VF : Annie Balestra) : Eva Madison
- Denny Miller (VF : Bernard Woringer) : Tony
- Tony Burton : Moustik McClintock
- Deborah Shelton : Sylvia Huckerman
- James Murtaugh (VF : Michel Paulin) : Marty Huckerman
- Sandy Ward (VF : Jean Violette) : Le lieutenant Blitz
- Martin Kove (VF : Alain Dorval) : Le leader des "chiens de l'enfer"
- John Petlock (VF : Georges Aubert) : Julian Streeter
- Matthew Tobin (VF : Georges Aubert) : Stanley Vickers
- Lynne Moody (VF : Marie-Christine Darah) : Lola Marshall
- Laurence Haddon (VF : Marc de Georgi) : Walter Burton
- Dennis Burkley (VF : William Sabatier) : Cletus
- Richard Dix (VF : Roger Crouzet) : Dutton
- Harry Basch (VF : Jean Berger) : Victor Molina
- Wallace Earl Laven (VF : Monique Thierry) : Robin Colby
- James Sloyan (VF : Jean Roche) : Mike 'Scoop' McGill
- Floyd Levine (VF : Jean Violette) : Mark Trousdale
- Sheldon Feldner : Carlo Davenport
- Alan Braunstein (VF : Vincent Violette) : Tim
- Shelley Smith : Phyllis Lassiter
- Richard Dimitri (VF : Bernard Murat) : Johnny McClain
- James Bond III (VF : Jackie Berger) : Brandon Leroy Turner
- Robert Alda : Rogers Dillingham
- Dick Anthony Williams (VF : Sady Rebbot) : Lester Rollins
- Rockne Tarkington (VF : Georges Atlas) : Mucker
- Candice Azzara (VF : Monique Thierry) : Bernice Courtney
- Nicolas Coster (VF : Serge Sauvion) : John Dalem
- John Anderson (VF : André Valmy) : Vernon Laws
- James Whitmore Jr. (VF : Jean-Claude Balard) : Le sergent Bogart
- Fred Stuthman (VF : René Bériard) : Jigs Duran
- Rene Auberjonois : Marvin Edward Boxx
- Lesley Woods (VF : Nathalie Nerval) : La comtesse Katarina Romanov
- Claude Earl Jones (VF : Albert de Médina) : Le professeur Harlan Davidson
- Mario Roccuzzo (VF : Francis Lax) : Victor Gardenia
- Jim Gosa (VF : Joël Martineau) : Clyde 'Frenchie' French
- Lynn Carlin : Alice Rynkoff
- Michael C. Gwynne (VF : Bernard Woringer) : Dean Culpits
- Bart Burns : Sartain
- Timothy Carey : 'Hémoglobine' Bob
- John Hillerman (VF : Philippe Dumat) : William Whitney
- Dana Wynter (VF : Régine Blaess) : Harriet Whitney
- Camilla Sparv (VF : Evelyn Selena) : Camilla Caras
- Thaao Penghlis (VF : Bernard Murat) : Van Cott
- Dick Yarmy (VF : Jacques Ferrière) : Brandowyn
- Joe Spano (VF : Richard Leblond) : Duff McCoy

## Épisodes
1. Timide et sans complexe (1re partie) (Tenspeed and Brown Shoe (part 1))
2. Timide et sans complexe (2e partie) (Tenspeed and Brown Shoe (part 2))
3. L'enlèvement d'une taxi girl (Robin Tuckers's Roseland Roof and Ballroom Murders)
4. Mark Savage dit « Tôt ou tard il faut régler la note » (Savage Says : « There's no Free Lunch »)
5. Je me demande à quoi servent les amis (Devil Wind)
6. Combines et ordinateurs (The Sixteen Byte Data Chip and the Brown-Eyed Fox)
7. La vie des millionnaires (The Millionnaire's Life)
8. Mark Savage dit « Le gibier le plus dangereux est le gibier de potence » (Savage Says : « The Most Dangerous Bird is the Jailbird »)
9. Il est plus facile de faire passer un éléphant par le chas d'une aiguille qu'un faux cheikh dans un hôtel de Bel Air (It's Easier to Pass an Elephant Through the Eye of a Needle Than a Bad Check in Bel Air)
10. Un anniversaire à marquer d'une pierre noire (Loose Larrys's List of Losers)
11. Une vieille histoire à mourir de rire (The One's Gonna Kill Ya)
12. Comtesse à vendre (Untitled)
13. Le trésor de la rue Sierra Madre (The Treasure of Sierra Madre Street)
14. Trente-six chandelles pour quarante-deux carats (Diamonds Aren't Forever)

## Acteurs célèbres apparaissant dans la série
Parmi les nombreux acteurs faisant une apparition dans la série, citons notamment Robert Webber, Jayne Meadows, Larry Manetti, Nicholas Worth, Martin Kove, Leo Gordon, Tony Burton, Rene Auberjonois, Red West, John Hillerman, Joe Spano, Dana Wynter et même le créateur de la série Stephen J. Cannell en personne.

## Récompense
- WGA Award 1981 aux Writers Guild of America : Meilleur scénario pour Stephen J. Cannell pour le téléfilm pilote [2].

## DVD
Coffret 4 DVD sortie le 28 juin 2011 chez l'éditeur Universal (uniquement en VF pas de VO).